# Liste des romans de la série Alex Rider
Cette page présente la liste des romans de la série Alex Rider créée par Anthony Horowitz.

## Stormbreaker

### Remarque
Stormbreaker signifie en français « briseur de tempête ».

### Adaptation
- Alex Rider : Stormbreaker, sortie le 21 juillet 2006.

### Publications
- Titre original : « Stormbreaker ».
- 4 septembre 2000 (Walker Books - Royaume-Uni)  (ISBN 978-0744559439)
- 21 mai 2001 (Hachette Livre - France)  (ISBN 978-2012006973)

### Personnages principaux
- Alex Rider : héros du roman.
- Alan Blunt : chef du service des Opérations spéciales du MI6.
- Madame Jones : assistante d'Alan Blunt.
- Sayle : bandit international.
- Nadia Vole : assistante de Sayle.
- Yassen Gregorovich : tueur à gages.

### Résumé
Alex Rider est un jeune orphelin de quatorze ans qui vit chez son oncle et sa « gouvernante » Jack, sa tutrice et meilleure amie. Il mène une vie tranquille jusqu'à la mort brutale de son oncle Ian, qui n'était pourtant qu'un simple banquier. Peu après sa mort, Alex est convoqué à la banque Royale & Générale, où travaillait son oncle, pour y entendre la lecture du testament de ce dernier. C'est alors qu'Alex découvre que son oncle Ian était en réalité un espion et que la banque Royale & Générale est une plaque tournante du MI6, les services secrets britanniques, qui, malgré son jeune âge, recrutent Alex pour qu'il puisse finir ce qu'avait commencé son oncle : découvrir ce qui se cache derrière le Stormbreaker, un nouvel ordinateur ultra-puissant qui inquiète le MI6. Malgré l'aide de Smithers, qui lui fournira des gadgets d'agent secret, son expérience en karaté et son courage, Alex passera plusieurs fois à deux doigts de la mort. Pourtant, il est bien décidé à ne pas décevoir le MI6. Quand il a été convoqué par la banque Royal&Générale, il a su que son oncle été un agent secret du MI6.Ce derniers a été assassiné par Yassen Gregorovich.se rend compte que les « virus » étudiés par Ian n'étaient pas des virus informatiques, mais des armes biologiques. Alex est détecté et s'échappe presque mais est finalement attrapé et tranquillisé. Quand il revient à lui, Hérod explique à Alex son plan.
Lorsque Sayle est allé à l'école, il a été victime d'intimidation à cause de son accent et de la couleur de sa peau. Le pire des tyrans n'était autre que le futur Premier ministre, ce qui l'a conduit à mépriser les enfants anglais en général. En conséquence, Sayle envisage de se venger du Premier ministre et de la Grande-Bretagne avec sa « blague du poisson d'avril » ; lorsque les ordinateurs seront activés par le Premier ministre, le virus, une puissante souche de variole, sera libéré dans chaque école du pays, tuant tous les écoliers et enseignants d'Angleterre ainsi que ceux d'Écosse, du Pays de Galles et d'Irlande du Nord.
Alex est ensuite menotté à une chaise, jusqu'à ce que Nadia Vole, une assistante de Sayle, le libère, affirmant qu'elle est une autre espionne qui a travaillé avec Ian rider. Cependant, alors qu'ils se dirigent vers un téléphone portable pour appeler le MI6 et les informer du plan de Sayle, elle déclenche une trappe qui laisse tomber Alex dans le réservoir de Méduses et reste derrière pour le regarder mourir. Alex finit par s'échapper en utilisant le gadget de la crème contre l'acné pour endommager les poutres en fer du réservoir, provoquant sa rupture et envoyant des milliers de gallons d'eau s'écraser dans la pièce. Quant à Vole, elle était directement devant le char lorsqu'il a éclaté, libérant l'immense méduse et la faisant atterrir sur elle, la tuant. Saisissant un fusil harpon, Alex se précipite dehors pour constater que l'hélicoptère privé de Sayle est déjà parti, ne laissant qu'un avion cargo sur le tarmac. À l'aide de la poignée du fusil harpon, Alex assomme un garde, détournant sa jeep et son pistolet. Alors qu'il démarre la jeep, plusieurs autres jeeps commencent à le poursuivre alors que l'avion cargo commence à décoller. Grâce à un peu de chance, Alex parvient à provoquer la destruction des jeeps hostiles. Attachant le cordon en nylon du gadget yo-yo au harpon avec le yo-yo attaché à sa ceinture, Alex tire sur le harpon qui s'accroche au ventre de l'avion en vol. À l'aide du gadget, il monte dans l'avion où il affronte le pilote, qui n'est autre que M. Rictus. Alex avertit M. Rictus de s'envoler pour Londres en le menaçant avec le pistolet.
Lorsqu'ils sont enfin arrivés à Londres, Alex se rend compte qu'il ne reste plus beaucoup de temps avant midi. Il repère plusieurs parachutes et en utilise un pour sauter de l'avion. M. Rictus fait demi-tour dans l'espoir de percuter Alex. Alex sort la Game Boy Color et active une cartouche déguisée en un jeu appelé "Bomber Boy", qui active une bombe fumigène. Incapable de voir, M. Grin perd le contrôle de l'avion et s'écrase mortellement sur un quai près de la Tamise. Alex percute le toit du Musée des sciences et pend à son parachute qui s'est accroché à une poutre. Il sort l'arme qu'il a prise d'un garde au manoir de Sayle et tire aveuglément sur l'ordinateur Stormbreaker, l'un frappant accidentellement le Premier ministre et Sayle lui-même étant touché par deux autres, bien qu'il disparaisse inexplicablement. Mme Jones sauve la vie d'Alex en ordonnant à la sécurité de ne pas ouvrir le feu sur lui. Le MI6 rappelle immédiatement tous les ordinateurs, citant des "problèmes de sécurité".
Plus tard, après un débriefing par Alan Blunt et Mme Jones, Alex monte dans un taxi. Le chauffeur n'est autre que Sayle qui tient Alex sous la menace d'une arme. Il conduit Alex au sommet d'un immeuble où il s'apprête à tirer sur Alex, mais est lui-même tué par Yassen Gregorovich, qui atterrit dans un hélicoptère. Quand Alex interroge Yassen sur la raison pour laquelle il a tiré sur Sayle, Yassen explique que Sayle était devenu une source d'embarras pour les personnes pour lesquelles il (Yassen) travaillait, il a donc dû être éliminé. Sachant qu'il fait face au tueur de son oncle, Alex dit à Yassen qu'il le tuera un jour, mais Yassen écarte le commentaire et conseille à Alex d'abandonner l'affaire d'espionnage et de redevenir un écolier normal, avant de partir dans l'hélicoptère.

## Pointe blanche

### Publications
- Titre original : « ».

### Personnages principaux
- Alex Rider : héros du roman.
- Alan Blunt : chef du service des Opérations spéciales du MI6.
- Madame Jones : assistante d'Alan Blunt.
- Smithers
- Loup
- Hugo Grief : biologiste et directeur de Pointe Blanche.
- Madame Stellenbosh : Seconde du Dr Grief.
- Grief

### Résumé
Le corps de Michael J. Roscoe est retrouvé au bas d'une cage d'ascenseur, après une chute de soixante étages. Les services secrets britanniques, le MI6, ont de bonnes raisons de penser que cette mort suspecte est liée au séjour du fils du milliardaire dans une école très spéciale, perdue dans les Alpes françaises : Pointe Blanche. Pour découvrir ce qui se trame, le MI6 dispose de l'agent secret idéal : Alex Rider. quatorze ans, espion malgré lui...

## Skeleton Key

### Publications
- Titre original : « ».

### Résumé
Le roman s'ouvre sur l'île fictive de Skeleton Key, au large de Cuba. Trois hommes fournissent de l'uranium au général Alexei Sarov. Ils lui demandent alors de leur donner un quart de million de dollars supplémentaires, faute de quoi ils s'adresseront aux autorités américaines. Se sentant menacé, le général Sarov éteint les feux de piste avant que l'avion ne décolle, condamnant les trafiquants à une mort certaine s'ils ne tentent de décoller. Cependant, avant qu'ils prennent une décision, les feux se rallument. Alors que les deux hommes se croient tirés d'affaire, attribuant l'extinction des feux à une vulgaire panne d'électricité, ils se rendent compte que ceux ci les dirige vers des mangroves infestées de crocodiles. Ils y plongent avant de pouvoir réagir, les condamnant.
Pendant ce temps, il est révélé que le vrai Alex Rider a survécu au combat avec son clone, à la fin du tome 2. John Crawley le chief of staff du MI6, offre à Alex de devenir ramasseur de balle à Wimbledon, afin d'enquêter sur un cambriolage extrêmement sophistiqué. Les caméras et et les alarmes avaient été désactivées et, sans un garde qui aura aperçu l'intru, personne n'en aurait rien su. Alex met hors d'état de nuire un membre des triades qui empoisonnait l'eau d'une fontaine à l'aide d'une télécommandé pour faire perdre les meilleurs joueurs de tennis contre un inconnu complet afin de parier sur lui. Néanmoins, en représailles Alex est pris pour cible par le Big Circle qui tente de le tuer à deux reprises. Après deux tentatives d'assassinat, le MI6 et la CIA s'arrangent pour envoyer Alex au loin pour sa propre sécurité. Il est associé aux agents de la CIA Tom Turner et Belinda Troy et envoyé à Skeleton Key pour enquêter sur Sarov. Alex, Turner et Troy se familiarise avec leur couverture avant que Turner ne rencontre le Salesman, un vendeur de marchandises illégales, celui qui aurait vendu l'uranium à Sarov. Néanmoins, il démasque Turner et s'enfuit avec lui pour s'en débarrasser. Troy comprend alors qu'il a été démasqué et Alex le sauve en s'introduisant sur la navire au moment où celui-ci quitte le port et sauve Turner en mettant le feu au navire et en le libérant, néanmoins alors qu'il n'avait que mis le feu au navire celui-ci explose tuant tout le monde à bord. Turner et Troy reproche donc à Alex cette explosion.
Sur Skeleton Key, Alex remarque un compteur Geiger dans une console Game Boy Advance que ses "parents" lui ont offerte, et en déduit que Turner et Troy ont été envoyés sur l'île à la recherche d'une bombe nucléaire. Turner et Troy révèlent à contrecœur leurs soupçons et leur plan pour infiltrer la résidence de Sarov - la Casa de Oro - en faisant de la plongée sous-marine dans une grotte située en dessous, où se trouve une échelle autrefois utilisée par les contrebandiers et qui mène au terrain. Alex les accompagne mais reste sur le bateau tandis que Turner et Troy vont sous l'eau. Lorsqu'ils ne reviennent pas au bout d'un certain temps, Alex plonge et, après une rencontre avec un requin, découvre un piège mécanique caché qui a empalé Turner et Troy, ce qui tue également le requin. Lorsqu'il refait surface, Alex est capturé par Conrad, le bras droit de Sarov, qui le drogue. Alex dit la vérité à contrecœur lorsque Conrad l'interroge, et décide de le tuer en le faisant passer dans les deux meules d'un moulin à sucre. Sarov arrête Conrad et Alex s'évanouit.
Alex se réveille à la Casa de Oro et rencontre Sarov, qui lui révèle que Conrad a placé un explosif sur le "Mayfair Lady" pour éviter que le vendeur n'alerte les autorités. Le lendemain, Sarov révèle que son fils Vladamir est mort en Afghanistan. Sarov envisage d'adopter Alex, dont l'apparence physique et la personnalité sont similaires à celles de Vladamir. Il cache Alex dans une ancienne maison d'esclaves lorsque le président Kiriyenko arrive. Alex tente de s'échapper du manoir en se cachant dans le coffre d'une voiture, mais Sarov l'attrape à l'aide d'un détecteur de battements de cœur. Le général épargne à nouveau la vie d'Alex, mais le punit par des tortures psychologiques. Lors d'un dîner, Sarov drogue Kiryenko et l'emprisonne avec sa suite, avant d'emmener Alex, Conrad, la tête nucléaire et sa garde rapprochée dans l'avion privé de Kiryenko jusqu'à Mourmansk, en Russie, où se trouve un chantier naval de sous-marins nucléaires hors d'usage.
Sarov prévoit de faire exploser l'ogive dans le chantier naval pour faire croire à l'explosion d'un sous-marin. L'Europe étant rendue inhabitable par les retombées nucléaires et la Russie étant tenue pour responsable de la catastrophe, des images trafiquées seront diffusées pour discréditer Kiriyenko, l'évincer du pouvoir et ramener la Russie au communisme sous l'égide de Sarov. Sarov déclenchera ensuite des guerres jusqu'à ce que le monde entier soit soumis à un gouvernement communiste et prévoit qu'Alex prendra le relais des années plus tard. Lorsque l'avion fait une escale à Édimbourg, Alex utilise une grenade paralysante déguisée en porte-clés pour s'échapper, neutralisant temporairement Sarov et Conrad. Alex tente d'appeler la police mais est arrêté par George Prescott, un agent de sécurité. Sarov reprend ensuite Alex et Conrad tue le garde. L'avion atterrit ensuite en Russie, où Sarov retrouve les soldats qui ont combattu sous ses ordres et qui sont tous fidèles à son objectif de communisme mondial.
A Mourmansk, Conrad pose la bombe sur un sous-marin à l'aide d'une grue. Alex est menotté à une rambarde. Pour sa trahison, Sarov prévoit de le faire mourir dans l'explosion. Après le départ de Sarov pour Moscou, Alex se libère. Alex se bat avec Conrad, qui a décidé de désobéir au général et de tuer Alex lui-même. L'armée et la marine russes arrivent et déclenchent une fusillade contre les hommes de Sarov. Lorsqu'Alex explique sa situation à Prescott, son bureau entend leur conversation par l'intermédiaire de la radio de ce dernier. Ils préviennent le MI6 qui, à son tour, avertit les Russes. Bien que plus fort qu'Alex, Conrad (qui a de nombreux morceaux de métal à l'intérieur de son corps à la suite d'un attentat raté des années plus tôt) est happé par l'électro-aimant d'une grue, qui le tire avec une force extrême. Il se brise la nuque. Alex prend le contrôle de la grue, laisse tomber le corps de Conrad dans la mer et retire la bombe nucléaire du sous-marin. Il retire ensuite la carte de détonation, pour se voir ordonner de la remettre en place sous la menace d'un Sarov, qui prévoit maintenant de neutraliser la bombe, de la faire exploser et de tuer tout le monde sur le chantier naval, tout en mettant son plan à exécution. Alex jette la carte dans l'océan et refuse de devenir le fils de Sarov. Incapable de vivre avec lui-même, et pour éviter d'être jugé, Sarov se tue devant Alex.
Alex est déprimé après cette aventure éprouvante. Cependant, Sabina Pleasure, avec qui il s'est lié d'amitié à Wimbledon, l'invite plus tard à passer quelques semaines de vacances avec sa famille en France, ce qui lui remonte le moral.

## Jeu de tueur

### Publications
- Titre original : « Eagle Strike ».
- 7 avril 2003 (Walker Books - Royaume-Uni)  (ISBN 978-0439753654)
- 15 octobre 2003 (Hachette Livre - France)  (ISBN 978-2012008663)

### Résumé
Un attentat se produit dans la maison où Alex passe ses vacances. Celui-ci se sent visé, surtout quand il découvre que Yassen Gregorovitch est dans le coup.
Mais la filière semble remonter encore plus haut, jusqu'à un milliardaire richissime. Pour mener l'enquête, Alex devra se désolidariser de l'IS, affronter un taureau, jouer à un jeu vidéo grandeur nature, découvrir pourquoi Yassen Gregorovitch lui sauve à plusieurs reprises la vie et compter une fois de plus sur ses amis, surtout quand la mort rôde.

## Scorpia

### Publications
- Titre original : « Scorpia ».
- 1er avril 2004 au Royaume-Uni
- 22 septembre 2004 en France

### Résumé
Alex Rider va commencer un retour à ses origines. Les dernières paroles de Yassen Gregorovitch lui enjoignant d'aller à Venise pour trouver la vérité sur ses parents semblent se vérifier. En voyage de classe à Venise, Alex découvre une mystérieuse organisation secrète, « Scorpia », qui semble en savoir long sur son père. Mais le jeu devient dangereux.

## Arkange

### Publications
- Titre original : « ».

## Snakehead

### Publications
- Titre original : « ».

## Les Larmes du crocodile

### Publications
- Titre original : « Crocodile Tears ».

## Le Réveil de Scorpia

### Publications
- Titre original : « Scorpia Rising ».

## Roulette russe

### Publications
- Titre original : « Russian Roulette ».
- 12 septembre 2013 (Walker Books - Royaume-Uni)  (ISBN 978-1406310504)
- 30 octobre 2013 (Hachette Livre - France)  (ISBN 978-2012039315)

### Remarque
À l'inverse des précédents ouvrages de cette série qui sont centrés sur le personnage d'Alex Rider, Roulette russe décrit l'enfance de l'assassin Yassen Gregorovitch qui apparaît dans plusieurs tomes de la série.

### Principaux personnages
- Yassen Gregorovich (aussi appelé « Cosaque » dans le prologue de Jeu de tueur)
- John Rider (aussi appelé Hunter, père d'Alex Rider)
- Julia Rothman : dirigeante principale de Scorpia
- Leo Tretyakov : meilleur ami de Yassen
- Alex Rider
- Dimitry (surnommé « Dima ») : jeune criminel de Moscou
- Roman : ami de Dima
- Gregory : ami de Dima
- Arkady Zelin : pilote d'hélicoptère à la datcha
- Grant : en couverture sous le nom de Rykov
- Misha Dementyev (professeur de l'université de Moscou,au service de Sharkovsky)
- Vladimir Sharkovsky (riche criminel qui fait de l'esclavage à la datcha)
- Ivan Sharkovsky : fils de Vladimir
- Colette : étudiante de Malagosto appréciée de Yassen
- Sam : étudiant de Malagosto
- Marat : étudiant de Malagosto

### Résumé
Un tueur à gages international a reçu des ordres. Le nom de ce tueur est Yassen Gregorovich. Sa prochaine cible est un espion de quatorze ans : Alex Rider. Il connaît bien Alex. Ils partagent un secret du passé. Yassen se souvient de ce qui l'a transformé d'un écolier ordinaire en un tueur à gages. Qu'est-ce qui nous fait choisir le mal ? Pourquoi certains choisissent de tuer quand d'autres risquent leur vie pour sauver ? 
À certains égards, Alex Rider et Yassen Gregorovich sont identiques l'un de l'autre. Pourtant, les chemins sur lesquels ils sont tombés les ont transformés en ennemis mortels. Cette passionnante aventure promet d'être très meurtrière…

## Never Say Die

### Publications
- Titre original : « Never Say Die ».
- 1er juin 2017 ( Walker Books - Royaume-Uni)  (ISBN 978-1406377057)
- 27 septembre 2017 ( Hachette Livre - France)  (ISBN 978-2-01-702834-5)

### Résumé
Après la mort de Jack, Alex Rider, dévasté, s’est installé à San Francisco où il tente de se remettre. Mais pour l’ancien espion du MI6, la vie loin du feu de l’action n’est pas si facile. 
De l’autre côté de l’Atlantique, un hélicoptère militaire, le Super Stallion, s’est volatilisé. Au même moment, Alex reçoit un mail qui pourrait avoir été écrit par Jack. Il en est convaincu : son amie est vivante. Sans en avertir le MI6, il part à sa recherche… sans se douter que cette quête le mettrait sur la piste des voleurs de l’hélicoptère.

## Secret Weapon
- Remarque : roman inédit à ce jour en français.

## Nightshade
- Remarque : roman inédit à ce jour en français.

## Nightshade Revenge
- Remarque : roman inédit à ce jour en français.